# (24835) 1995 SM55

Sơ đồ quỹ đạo của 1995 SM55, cùng bốn hành tinh lớn phía ngoài.

(24835) 1995 SM55, chỉ định tạm thời 1995 SM55, là một thiên thể ngoài Sao Hải Vương và là thành viên của hệ Haumea nằm trong vành đai Kuiper, nằm ở khu vực ngoài cùng của Hệ Mặt Trời. Nó được phát hiện vào ngày 19 tháng 9 năm 1995, bởi nhà thiên văn học người Mỹ Nichole Danzl thuộc chương trình Spacewatch tại Đài thiên văn quốc gia Kitt Peak gần Tucson, Arizona, Hoa Kỳ. Nó có đường kính khoảng 600 – 700 km và là vật thể lớn thứ hai được biết đến trong vành đai Kuiper, sau Sao Diêm Vương, cho đến năm 1996 TO66 được phát hiện.